# Barton Seagrave
Barton Seagrave est une paroisse civile et un village du Northamptonshire, en Angleterre.